# Петакко, Арриго
Арриго Петакко (итал. Arrigo Petacco; 7 августа 1929 в Кастельнуово-Магра, Лигурия, Италия — 3 апреля 2018, Портовенере, там же) — итальянский писатель, журналист и историк. Специальный корреспондент флорентийской ежедневной газеты La Nazione и периодического издания Storia Illustrata, автор телевизионных программ на исторические темы.

## Биография
Начал карьеру корреспондентом генуэзского издания Il Lavoro, редактируемого Алессандро Пертини. Плодовитый исторический писатель, автор сценария нескольких фильмов и телевизионных программ, в частности на RAI.
В 1965 году Петакко написал роман «Парни 44-го» (I ragazzi del '44), герой которого вступает в партизанский отряд, считающийся католическим, а на деле находящийся под преобладающим влиянием коммунистов, но смог опубликовать его только в 1987. Он стал новым словом в литературе о движении Сопротивления и вызвал бурную полемику, поскольку автор занял критическую позицию по отношению к антифашистским силам, вовсе не являясь сторонником фашизма. Свою позицию Петакко объяснял тем, что, по его мнению, вклад партизан в войну 1943—1945 годов за освобождение севера Италии от германских войск и итальянских фашистов был скромным, а основную роль сыграли 5-я армия США и 8-я британская.
В 1983 году стал обладателем журналистской премии Сент-Винсенте, а в 2006 году — премии Capo d’Orlando.
Указом президента Италии от 27 декабря 1986 года награждён степенью командора ордена «За заслуги перед Итальянской Республикой».
В 1986—1987 годах стал после Тино Нейротти главным редактором газеты La Nazione во Флоренции.
Биографический роман Петакко, посвящённый офицеру полиции США, борцу с мафией Джо Петрозино, в 1972 году был положен в основу телевизионного сценария «Джо Петрозино», а в 1977 году Паскуале Скутьери снял фильм «Железный префект» по одноимённому роману Петакко.
Петакко жил в Портовенере (регион Лигурия).

## Семья
В 1957 году женился на Лючетте Де Мартино, у них родились две дочери: Моника живёт в Риме, а Карлотта — в Милане. С 1989 года — вдовец.

## Труды
- «Смерть приходит с женой» под псевдонимом Гарри Арпет (La morte cammina con la sposa, come Harry Arpet, Roma, Boselli, 1958).
- «Анархист, который приехал из Америки. История Гаэтано Бреши и заговора с целью убийства Умберто I» (L’anarchico che venne dall’America. Storia di Gaetano Bresci e del complotto per uccidere Umberto I, Milano, A. Mondadori, 1969; 2000. ISBN 88-04-47807-1).
- «Джо Петрозино» (Joe Petrosino, Milano, A. Mondadori, 1972).
- «От Большого совета до Гран Сассо. История, которую следует переписать», в соавторстве с Серджо Дзаволи[итал.], о событиях периода от ареста Муссолини 25 июля 1943 года до его освобождения немецкими парашютистами под командованием Отто Скорцени 12 сентября того же года в горах Гран-Сассо (Dal Gran Consiglio al Gran Sasso. Una storia da rifare, con Sergio Zavoli, Milano, Rizzoli, 1973).
- «Железный префект. Человек Муссолини, который поставил на колени мафию» (Il prefetto di ferro. L’uomo di Mussolini che mise in ginocchio la mafia, Milano, A. Mondadori, 1975).
- «Морские сражения в Средиземном море периода Второй мировой войны» (Le battaglie navali del Mediterraneo nella Seconda guerra mondiale, Milano, A. Mondadori, 1976).
- «Христос из Амиаты. История Давиде Ладзаретти[итал.]» (Il Cristo dell’Amiata. Storia di David Lazzaretti, Milano, A. Mondadori, 1978).
- «Вторая мировая война», в 9 тт. (La seconda guerra mondiale, 9 volumi, Roma, Curcio, 1979).
- «Засекречено для Дуче. Секреты режима, сохранённые в личном архиве Муссолини» (Riservato per il Duce. I segreti del regime conservati nell’archivio personale di Mussolini, Milano, A. Mondadori 1979).
- «История фашизма», в 6 тт. (Storia del fascismo, 6 volumi, Roma, Curcio, 1982).
- «Паволини. Последний порыв Сало» (Pavolini. L’ultima raffica di Salò, Milano, A. Mondadori, 1982).
- «Великие загадки между хроникой и историей», в 8 тт. (I grandi enigmi fra cronaca e storia, 8 voll., Novara, De Agostini, 1983—1985).
- «Как мы жили в годы войны? Хроника и мода 1940—1945» (Come eravamo negli anni di guerra? Cronaca e costume 1940—1945, Novara, De Agostini, 1984).
- «Ла Специя в войне, 1940—1945. Пять лет нашей жизни» (La Spezia in guerra, 1940-45. Cinque anni della nostra vita, Bologna-La Spezia, La Nazione-Cassa di Risparmio della Spezia, 1984).
- «Dear Бенито, caro Уинстон. Подлинность и тайны переписки Черчилль-Муссолини» (Dear Benito, caro Winston. Verità e misteri del carteggio Churcill-Mussolini, Milano, A. Mondadori, 1985).
- «Италия — земля сокровищ», в сотрудничестве с Серджо Де Сантистом (Italia terra di tesori, con la collaborazione di Sergio De Santis, Novara, De Agostini, 1987).
- «История Италии от объединения до наших дней», в 8 тт. (Storia d’Italia dall’unità ad oggi, 8 volumi, Roma, Curcio, 1987).
- «Парни 44-го» (I ragazzi del '44, Milano, A. Mondadori, 1987. ISBN 88-04-30010-8).
- «Ливорно в войне. Как мы жили в годы войны», при сотрудничестве с Уго Маннони и Джузеппе Изоцио (Livorno in guerra. Come eravamo negli anni di guerra, hanno collaborato Ugo Mannoni e Giuseppe Isozio, Livorno, Il Telegrafo, 1988).
- «Лживая история» (Storia bugiarda, Roma-Bari, Laterza, 1988. ISBN 88-420-3316-2).
- «W Иисус W Мария W Италия. Уго Басси, капеллан Гарибальди» (W Gesu W Maria W l’Italia. Ugo Bassi, il cappellano di Garibaldi, Roma, Nuove edizioni del gallo, 1990).
- «1940. День за днём по сводкам Верховного командования» (1940. Giorno per giorno attraverso i bollettini del Comando supremo, Milano, Leonardo, 1990. ISBN 88-355-0064-8).
- «1941. День за днём по сводкам Верховного командования» (1941. Giorno per giorno attraverso i bollettini del Comando supremo, Milano, Leonardo, 1990. ISBN 88-355-0096-6).
- «1942. День за днём по сводкам Верховного командования» (1942. Giorno per giorno attraverso i bollettini del Comando supremo, Milano, Leonardo, 1991. ISBN 88-355-0140-7).
- «1943. День за днём по сводкам Верховного командования» (1943. Giorno per giorno attraverso i bollettini del Comando supremo, Milano, Leonardo, 1993. ISBN 88-355-0237-3).
- «Королева Юга. Романы и тайные войны Марии Софии Бурбон» (La regina del Sud. Amori e guerre segrete di Maria Sofia di Borbone, Milano, A. Mondadori, 1992. ISBN 88-04-35979-X).
- «Принцесса севера. Таинственная жизнь дамы Рисорджименто. Кристина Бельджойозо» (La principessa del nord. La misteriosa vita della dama del Risorgimento. Cristina di Belgioioso, Milano, A. Mondadori, 1993. ISBN 88-04-36725-3).
- «Властительница Вандеи. Итальянка в борьбе за трон Франции» (La signora della Vandea. Un’italiana alla conquista del trono di Francia, Milano, A. Mondadori, 1994. ISBN 88-04-35978-1).
- «Наша война, 1940—1945. Военная авантюра между ложью и истиной» (La nostra guerra, 1940—1945. L’avventura bellica tra bugie e verità, Milano, A. Mondadori, 1995. ISBN 88-04-38526-X).
- «Коммунист в чёрной рубашке. Никола Бомбаччи, между Лениным и Муссолини» (Il comunista in camicia nera. Nicola Bombacci, tra Lenin e Mussolini, Milano, A. Mondadori, 1996. ISBN 88-04-40305-5).
- «Королева. Жизнь и тайны Марии Жозе» (Regina. La vita e i segreti di Maria José, Milano, Mondadori, 1997. ISBN 88-04-42512-1).
- «Секретный архив Муссолини» (L’archivio segreto di Mussolini, Milano, Mondadori, 1997. ISBN 88-04-42031-6).
- «Исчезнувшая армия. Авантюра итальянцев в России» (L’armata scomparsa. L’avventura degli italiani in Russia, Milano, Mondadori, 1998. ISBN 88-04-42030-8).
- «Сверхфашист. Жизнь и смерть Алессандро Паволини» (Il superfascista. Vita e morte di Alessandro Pavolini, Milano, Mondadori, 1998. ISBN 88-04-44799-0).
- «Исход. Непризнанная трагедия итальянцев Истрии, Далмации и Венеции-Джулии» (L’esodo. la tragedia negata degli italiani d’Istria, Dalmazia e Venezia Giulia, Milano, Mondadori, 1999. ISBN 88-04-45897-6).
- «Любовница императора. Романы, интриги и секреты графини ди Кастильоне» (L’amante dell’imperatore. Amori, intrighi e segreti della contessa di Castiglione, Milano, Mondadori, 2000. ISBN 88-04-48177-3).
- «Армия в пустыне. Тайна Эль-Аламейна» (L’armata nel deserto. Il segreto di El Alamein, Milano, Modadori, 2001. ISBN 88-04-48956-1).
- «Убейте этого фашиста! Бесшабашная жизнь Этторе Мути» (Ammazzate quel fascista! Vita intrepida di Ettore Muti, Milano, Mondadori, 2002. ISBN 88-04-50686-5).
- «Ла Специя. Вновь обретённый город. Арриго Петакко интервьюирует мэра Джорджо Пагано[итал.]» (La Spezia. Una città ritrovata. Arrigo Petacco intervista il sindaco Giorgio Pagano, Genova, Sagep, 2002. ISBN 88-7058-846-7).
- «Faccetta nera. История завоевания империи» (Faccetta nera. Storia della conquista dell’Impero, Milano, Mondadori, 2003. ISBN 88-04-51803-0).
- «Человек Провидения. Муссолини — возвышение и падение мифа» (L’uomo della provvidenza. Mussolini, ascesa e caduta di un mito, Milano, Mondadori, 2004. ISBN 88-04-53466-4).
- «Крест и полумесяц. Лепанто 7 октября 1571. Когда христианство отразило наступление ислама» (La croce e la mezzaluna. Lepanto 7 ottobre 1571. Quando la cristianità respinse l’islam, Milano, Mondadori, 2005. ISBN 88-04-54397-3).
- «¡Viva la muerte! Миф и реальность Испанской гражданской войны» (¡Viva la muerte! Mito e realtà della guerra civile spagnola, 1936-39, Milano, Mondadori, 2006. ISBN 88-04-56002-9).
- «Последний крестовый поход. Когда оттоманы дошли до ворот Европы» (L’ultima crociata. Quando gli ottomani arrivarono alle porte dell’Europa, Milano, Mondadori, 2007. ISBN 978-88-04-57261-9).
- «Выбор. Рождение Итальянской Республики» (La scelta. L’invenzione della Repubblica Italiana, Roma, Curcio, 2008. ISBN 978-88-95049-33-5).
- «Странная война, 1939—1940. Когда Гитлер и Сталин были союзниками, а Муссолини наблюдал» (La strana guerra, 1939—1940. Quando Hitler e Stalin erano alleati e Mussolini stava a guardare, Milano, Mondadori, 2008. ISBN 978-88-04-58304-2).
- «Королевство Севера. 1859. Мечта Кавура, разбитая Гарибальди» (Il regno del Nord. 1859. Il sogno di Cavour infranto da Garibaldi, Milano, Mondadori, 2009. ISBN 978-88-04-59355-3).
- «Сопротивление триколора. Неизвестная история партизан с погонами» (La Resistenza tricolore. La storia ignorata dei partigiani con le stellette, con Giancarlo Mazzuca, Milano, Mondadori, 2010. ISBN 978-88-04-60144-9).
- «Или Рим, или смерть. 1861—1870. Мучительное завоевание единства Италии» (O Roma o morte. 1861—1870. La tormentata conquista dell’unità d’Italia, Milano, Mondadori, 2010. ISBN 978-88-04-60457-0).
- «Ла Специя в Рисорджименто» (La Spezia nel Risorgimento, La Spezia, Fondazione Eventi, 2011).
- «Те, которые сказали „нет“. 8 сентября 1943. Выбор итальянцев в американских и английских лагерях военнопленных» (Quelli che dissero no. 8 settembre 1943. La scelta degli italiani nei campi di prigionia inglesi e americani, Mondadori, Milano, 2011. ISBN 978-88-04-61293-3).
- «Эва и Кларетта. Любовницы дьявола» (Eva e Claretta. Le amanti del diavolo, Milano, Mondadori, 2012. ISBN 978-88-04-62246-8).
- «Билет в один конец до Москвы. Трагическая авантюра итальянских коммунистов в России» (A Mosca, solo andata. La tragica avventura dei comunisti italiani in Russia, Milano, Mondadori, 2013. ISBN 978-88-04-63093-7).

## Телевизионные программы
- «Дело у Премуды» о сражении[итал.] итальянского и австрийского флота 10 июня 1918 года (L’impresa di Premuda, Secondo Programma, 8 giugno 1966).
- «Битва за Англию» о боях за господство в воздухе над Британскими островами в 1940 году (La battaglia d’Inghilterra, Secondo Programma, 17 marzo 1967).
- «Исчезновение атомной подлодки» (La scomparsa di un sommergibile atomico, Programma Nazionale, 11 maggio 1967).
- «Конец „Графа Шпее“» (La fine della Graf Spee, Secondo Programma, 7 maggio 1968).
- «Первая страница. Муссолини от Большого совета до Гран Сассо» в соавторстве с Серджо Дзаволи. (Prima pagina (Mussolini dal Gran Consiglio al Gran Sasso, con Sergio Zavoli), Programma Nazionale, 22 luglio 1968).
- «Высадка в Салерно» о высадке союзных войск в Италии в 1943 году (Lo sbarco di Salerno, Secondo Programma, 15 ottobre 1968).
- «От Капоретто до Витторио-Венето» о событиях завершающего этапа Первой мировой войны на итальянском театре (Da Caporetto a Vittorio Veneto, Programma Nazionale, 13 novembre 1968).
- «От Капоретто до Витторио-Венето: Дождь» (Da Caporetto a Vittorio Veneto: il Piave, Programma Nazionale, 20 novembre 1968).
- «От Капоретто до Витторио-Венето: Витторио-Венето» (Da Caporetto a Vittorio Veneto: Vittorio Veneto, Programma Nazionale, 27 novembre 1968).
- «Конец дирижабля» (La fine del dirigibile, Programma Nazionale, 4 dicembre 1968).
- «Битва за Атлантику» о кампании итальянского подводного флота в Атлантическом океане во Вторую мировую войну[9] (La battaglia dell’Atlantico, Programma Nazionale, 11 dicembre 1968).
- «Операция C-3: цель Мальта» (Operazione C-3: obiettivo Malta, Programma Nazionale, 18 dicembre 1968).
- «Подлинная история Эдди Чапмена» (La vera storia di Eddie Chapman, Programma Nazionale, 8 gennaio 1969).
- «Валачи обвиняет» (Valachi accusa, Programma Nazionale, 21 maggio 1969).
- «Битва за Москву» о сражении 1941 года (La battaglia di Mosca, Secondo Programma, 1º luglio 1969).
- «Битва за Москву: дни возмездия» (La battaglia di Mosca: i giorni della riscossa, Secondo Programma, 8 luglio 1969).
- «Битва за Нормандию» о высадке союзников во Франции в 1944 году (Lo battaglia di Normandia, Programma Nazionale, 23 luglio 1969).
- «Последняя траншея» (L’ultima trincea, Programma Nazionale, 13 ottobre 1970).
- «Подлинная история Роммеля» (La vera storia di Rommel, Programma Nazionale, 9 giugno 1971).
- «Секстант. Дети Лоуренса» (Sestante (I figli di Lawrence), Programma Nazionale, 29 gennaio 1972).
- «Усташи» об отрядах хорватских националистов во Вторую мировую войну (Ustascia, Secondo Programma, 15 maggio 1972).
- «Специальные службы тележурнала. Два Йемена» (Servizi speciali del telegiornale (I due Yemen), Programma Nazionale, 22 settembre 1972).
- «Специальные службы тележурнала. Год перелома» (Servizi speciali del telegiornale (L’anno della svolta), Programma Nazionale, 11, 18, 25 agosto 1973).
- «Шпион из Пёрл-Харбора» (La spia di Pearl Harbor)